# Johann Adam Schmidt
Johann Adam Schmidt (Aub, 12 ottobre 1759 – Vienna, 19 febbraio 1809) è stato un medico e oculista austriaco.

## Biografia
Iniziò la sua carriera medica nell'esercito Unterchirurg, e ha poi studiato oftalmologia sotto Joseph Barth (1745-1818) a Vienna. Nel 1795 diventò professore presso Josephs-Akademie a Vienna, dove ha tenuto conferenze su diversi argomenti sulla medicina.
Eseguì una ricerca pionieristica sull'irite, e nel 1801 è stato autore di un lavoro significativo sul disordine medico intitolato "Über Nachstaar und Iritis nach Staaroperationen". Nel 1802, insieme a Karl Gustav Himly (1772-1837) fondò l'Ophthalmologische Bibliothek, la prima rivista tedesca di medicina oftalmica. Nel 1811 la sua opera Lehrbuch der Materia Medica parlò sulle piante medicinali e le loro proprietà.
Schmidt è meglio ricordato come un medico personale di Ludwig van Beethoven, che frequentò dal 1801 al 1809. Beethoven ha dedicato a Schmidt il trio per pianoforte, violino e violoncello in mi bemolle.

## Opere
- Johann Adam Schmidt's Handschriftlich hinterlassenes Lehrbuch der Materia medica . Kupffer & Wimmer, Wien 1811 Digital edition by the University and State Library Düsseldorf